# Festival du film de New York 2013
Le Festival du film de New York 2013, la 51e édition du festival (51st annual New York Film Festival ou NYFF), s'est tenu du 27 septembre au 13 octobre 2013.
Le festival s'est ouvert avec le film Capitaine Phillips (Captain Phillips) et clôturé par La Vie d'Adèle.

## Sélection

### En compétition

#### Sélection officielle
- About Time de Richard Curtis  Royaume-Uni
- Abuse of Weakness de Catherine Breillat  France
- Alan Partridge de Declan Lowney  Royaume-Uni  France
- All Is Lost de J. C. Chandor  États-Unis
- American Promise de Joe Brewster et Michèle Stephenson  États-Unis
- At Berkeley de Frederick Wiseman  États-Unis
- Bastards de Claire Denis  France
- Blue Is The Warmest Color d'Abdellatif Kechiche  France (clôture)
- Burning Bush (Hořicí Keř) d'Agnieszka Holland  République tchèque
- Captain Phillips de Paul Greengrass  États-Unis (ouverture)
- Child of God de James Franco  États-Unis
- Gloria de Sebastián Lelio  Chili
- Her de Spike Jonze  États-Unis
- The Immigrant de James Gray  États-Unis
- Inside Llewyn Davis de Joel et Ethan Coen  États-Unis
- The Invisible Woman de Ralph Fiennes  Royaume-Uni
- Jealousy de Philippe Garrel  France
- Jimmy P: Psychotherapy of a Plains Indian d'Arnaud Desplechin  France
- The Last of the Unjust de Claude Lanzmann  France
- Like Father, Like Son (そして父になる, Soshite chichi ni naru) de Hirokazu Kore-eda  Japon
- The Missing Picture de Rithy Panh  Cambodge  France
- My Name Is Hmmm… de agnès b.  France
- Nebraska de Alexander Payne  États-Unis
- Nobody's Daughter Haewon (누구의 딸도 아닌 해원, Nugu-ui Ttal-do Anin Haewon) de Hong Sang-soo  Corée du Sud
- Norte, the End of History (Norte, hangganan ng kasaysayan) de Lav Diaz  Philippines
- Omar (عمر) de Hany Abu-Assad  Palestine
- Only Lovers Left Alive de Jim Jarmusch  États-Unis
- Real (Riaru: Kanzen naru kubinagaryû no hi) de Kiyoshi Kurosawa  Japon
- The Square (Al Midan) de Jehane Noujaim  Égypte
- Stranger by the Lake de Alain Guiraudie  France
- Stray Dogs (Jiao you) de Tsai Ming-liang  Taïwan
- A Touch of Sin (天注定, Tian zhu ding) de Jia Zhangke  Chine
- The Secret Life of Walter Mitty de Ben Stiller  États-Unis
- Le Week-End de Roger Michell  Royaume-Uni
- When Evening Falls on Bucharest or Metabolism (Cand se lasa seara peste Bucuresti sau Metabolism) de Corneliu Porumboiu  Roumanie  France
- The Wind Rises (風立ちぬ, Kaze tachinu) de Hayao Miyazaki  Japon[1]

#### Programmes courts
- #PostModem de Jillian Mayer et Lucas Leyva (12m)
- 9 Meter de Anders Walter (17m)
- The Air Mattress de David Kestin (9m)
- L’Assenza de Jonathan Romney (20m)
- Aujourd’hui de Nicolas Saada (8m)
- Basically de Ari Aster (15m)
- Butter Lamp de Hu Wei (15m)
- Carny de Fernanda Chicolet (20m)
- Frayed de Georgia Oakley (9m)
- The King’s Body de João Pedro Rodrigues (32m)
- The Man Who Came Out Only At Night de Michael Almereyda (15m)
- My Mind’s Own Melody de Josh Wakely (29m)
- Open House de David Kestin (11m)
- Prologue to the Great Desaparecido de Lav Diaz (31m)
- Redemption de Miguel Gomes (26m)
- Samnang de Asaph Polonsky (22m)
- Subconscious Password de Chris Landreth (11m)
- Tryouts de Susan Casares (14m)
- Uncle Şeref and His Shadow de Buğra Dedeoğlu (15m)
- Whiplash de Damien Chazelle (18m)[2]

### Hors compétition

#### Hommages
- Hommage à Cate Blanchett
- Hommages Ralph Fiennes[3]

#### Projection du20eanniversaire
- Dazed and Confused (1993) de Richard Linklater[4]

#### Section magazineFilm Comment
- 12 Years a Slave de Steve McQueen[5]

#### Jeunes réalisateurs
- Exhibition (2013) de Joanna Hogg  Royaume-Uni
- Archipelago (2010) de Joanna Hogg  Royaume-Uni
- Unrelated (2007) de Joanna Hogg  Royaume-Uni
- Club Sandwich (2013) de Fernando Eimbcke  Mexique
- Lake Tahoe (2008) de Fernando Eimbcke  Mexique[6]

#### Autres
Les autres sélections et présentations ont été :
- « Science appliquée[7] »
- « Comment la démocratie fonctionne[8] »
- « Portraits en mouvement[9] »
- « Jean-Luc Godard[10] »
- Présentation de l'Avant-Garde[11]
- Réalisateur en résidence : Andrea Arnold